# Vilantice
Vilantice (en allemand : Fillenz, précédemment : Wilantitz) est une commune du district de Trutnov, dans la région de Hradec Králové, en République tchèque. Sa population s'élevait à 209 habitants en 2020.

## Géographie
Vilantice se trouve à 8 km au sud-sud-ouest du centre de Dvůr Králové nad Labem, à 24 km au sud-sud-ouest de Trutnov, à 18 km au nord-nord-ouest de Hradec Králové et à 102 km au nord-est de Prague.
La commune est limitée par Dubenec au nord et à l'est, par Velichovky à l'est, par Lužany au sud, et par Hořiněves et Velký Vřešťov à l'ouest.

## Histoire
La première mention écrite de la localité date de 1490.